# Hanrapetutian Hraparak
Hanrapetutian Hraparak (Plein van de Republiek) (Armeens: Հանրապետության Հրապարակ) is een metrostation in de Armeense hoofdstad Jerevan. De oorspronkelijke naam Lenin Hraparak (Leninplein) werd, na de onafhankelijkheid van Armenië, in 1992 veranderd in de huidige naam.
Het ondergronds metrostation was een van de eerste metrostations op Lijn 1 van de metro van Jerevan. De bouw van de metrolijn werd gestart in 1972 en het eerste segment van 7,6 kilometer werd geopend op 7 maart 1981. Het metrostation Hanrapetutian Hraparak werd later datzelfde jaar op dit segment geopend op 26 december 1981.
Het metrostation is gelegen aan het Plein van de Republiek in het district Kentron. De stationshal is sterk verlicht met een opmerkelijke architecturale structuur met bogen en gewelven in witte marmer. In de centrale open hal staat een grote fontein. De ondergrondse doorgangen leiden naar Nabandianstraat en het Plein van de Republiek.

## Fotogalerij

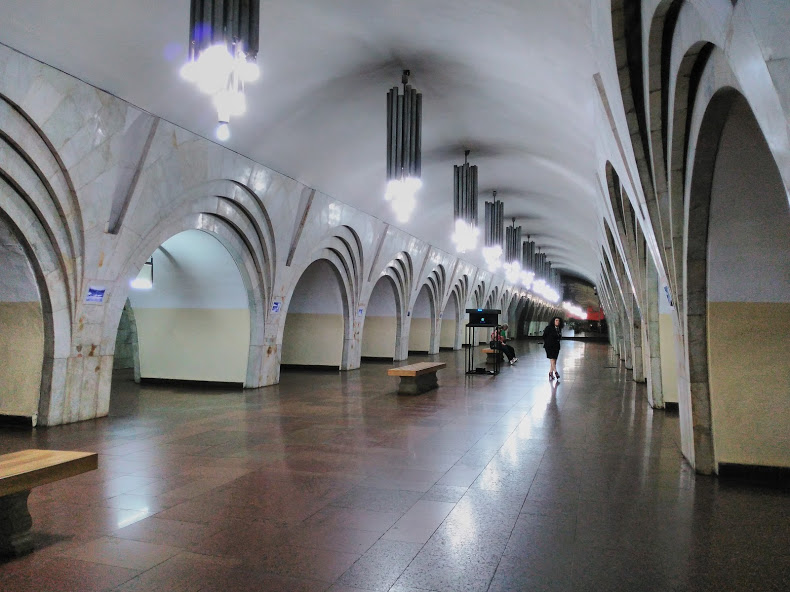
Perron
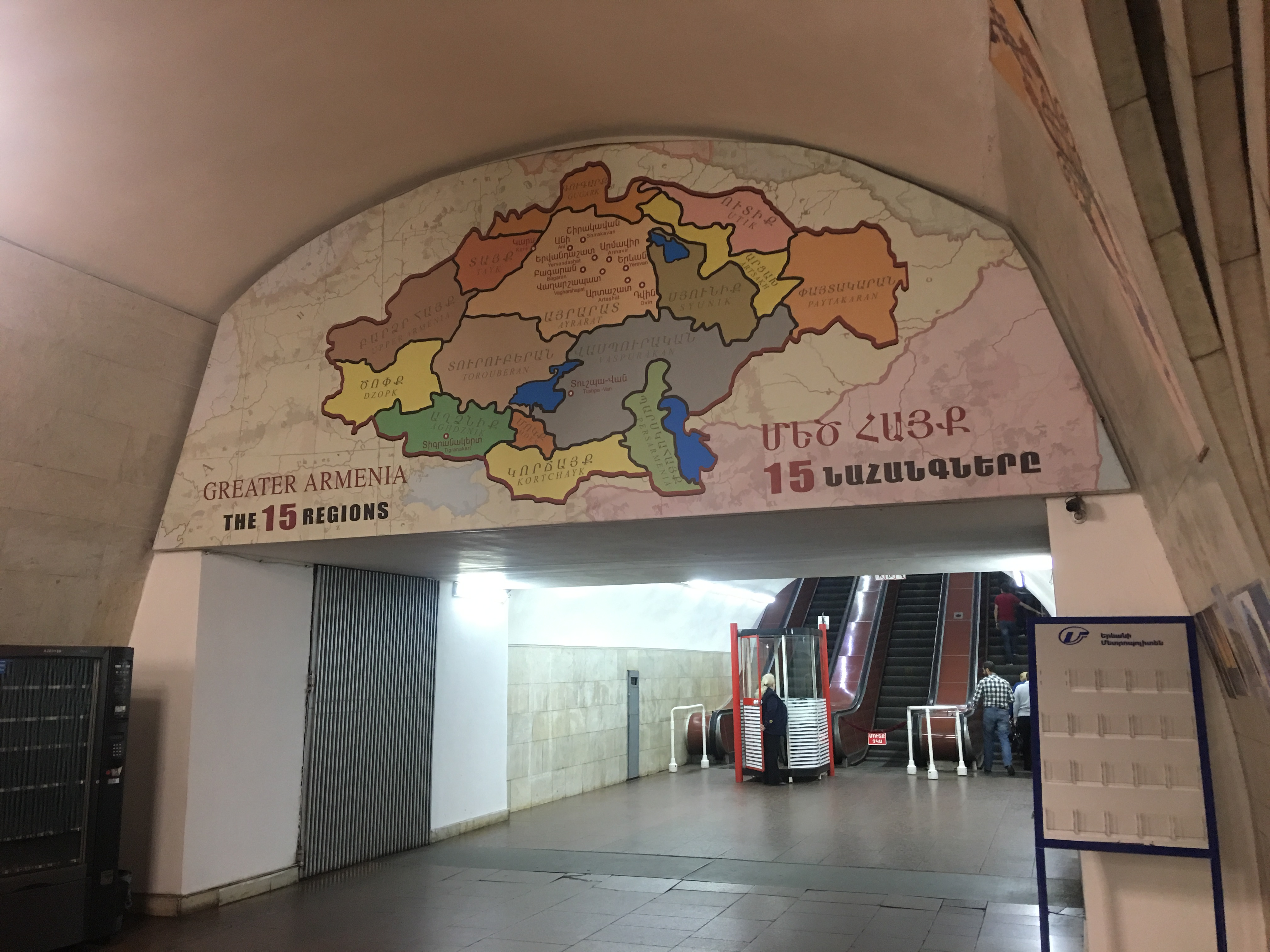
Ingang
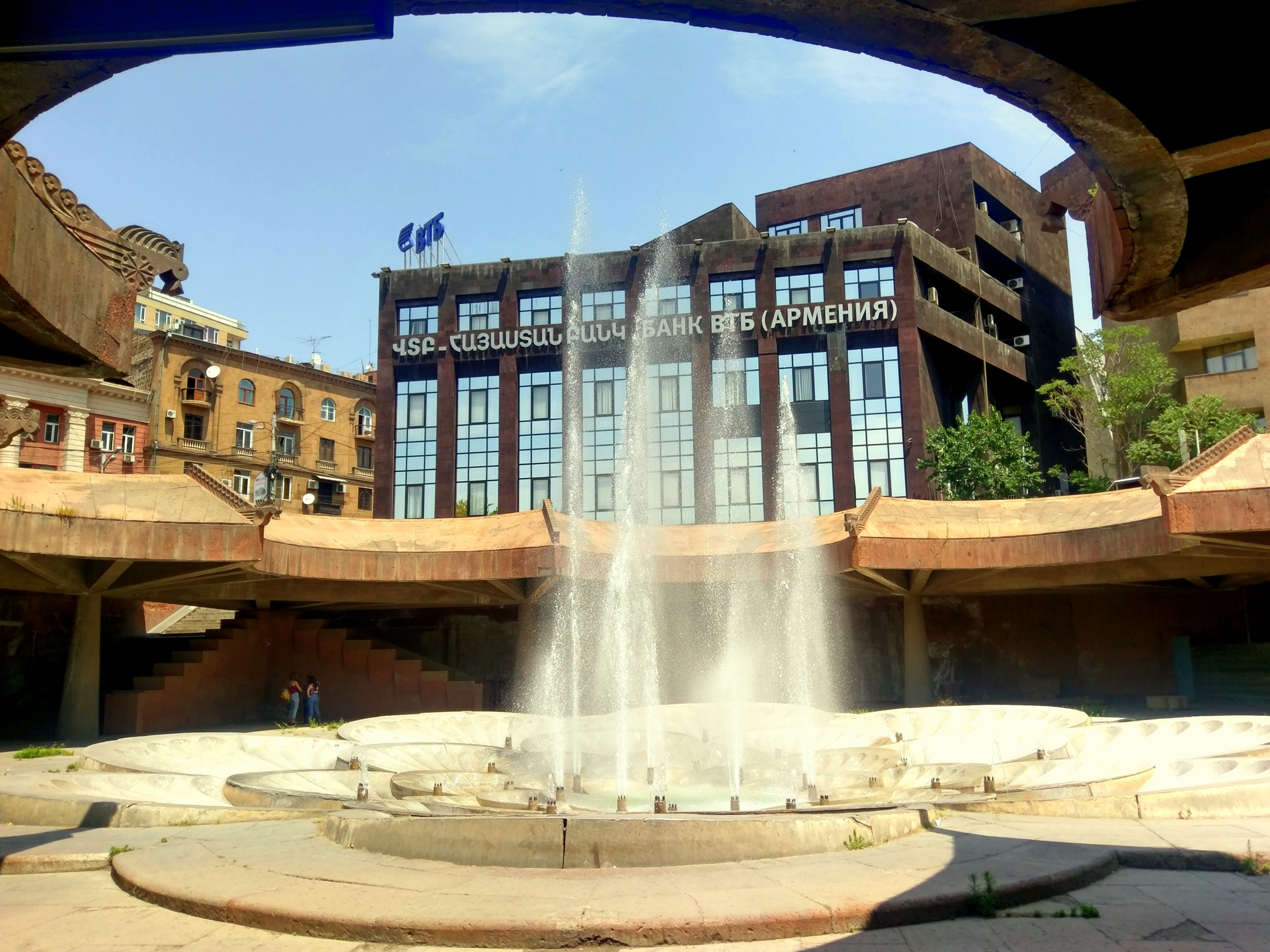
Centrale hal met fontein